# Zenon: Girl of the 21st Century
Zenon: Girl of the 21st Century (bra Zenon: A Garota do Século 21) é um filme original do Disney Channel de 1999, dirigido por Kenneth Johnson, com roteiro de baseado no livro homônimo Roger Bollen e Marilyn Sadler. 
O filme da franquia se tonou o 1º longa com o selo original do Disney Channel, a bater a marca de mais de 5 milhões de telespectadores, onde atingiu mais de 5,2 milhões na noite de sua estreia nos estados unidos  
inclusive Zenon se tonou a maior audiência de um filme original do Disney Channel  de 1999   

## Enredo
Zenon, uma garota de 13 anos, vive com os pais numa estação espacial. Desconfiada do dono dessa estação, ela acaba se metendo em problemas e é mandada para a Terra. Com a ajuda de seus novos amigos, ela precisa dar um jeito de voltar para casa e desmascarar Sr. Wyndom.

## Elenco
- Kirsten Storms como Zenon Kar
- Raven-Symoné como Nebula Wade
- Stuart Pankin como comte. Edward Plank
- Holly Fulger como tia Judee Gling
- Frederick Coffin como Parker Wyndom
- Bob Bancroft como Sr. Lutz
- Lauren Maltby como Margie Hammond
- Greg Thirloway como Mark Kar
- Phillip Rhys como Protozoa
- Gwynyth Walsh como Astrid Kar
- Gregory Smith como Greg
- Danielle Fraser como Lyn
- Brenden Richard Jefferson como Andrew
- Blair Slater como Aquillat
- Zach Lipovsky como Matt
- Neil Denis como Leo
- Kea Wong como Gemma
- David Meyer como professor de astronomia